# Mary Brian
Mary Brian (Louise Byrdie Dantzler, 17 de fevereiro de 1906 - 30 de dezembro de 2002) foi uma atriz e estrela de cinema americana que fez a transição de filmes mudos para filmes falados.

## Primeiros Anos
Brian nasceu em Corsicana, Texas, filha de Taurrence J. Dantzler (dezembro de 1869 - 18 de março de 1906) e Louise B. (12 de agosto de 1876 - 3 de abril de 1973).
Seu pai morreu quando ela tinha apenas um mês e a família posteriormente se mudou para Dallas. No início dos anos 20, eles se mudaram para Long Beach, California. Brian pretendia tornar-se uma ilustradora, mas isso foi deixada de lado quando, aos 16 anos, foi descoberta em um concurso de beleza local. Um dos juízes era a famosa estrela cinematográfica Esther Ralston (que interpretaria sua mãe em Peter Pan e que se tornou uma amiga ao longo da vida).
Ela não ganhou o prêmio de US$ 25 no concurso, mas Ralston arranjou para que ela fosse entrevistada pelo diretor Herbert Brenon para um papel em Peter Pan. Brenon estava se recuperando de uma cirurgia ocular, e ela falou com ele em uma sala mal iluminada. "Ele me fez algumas perguntas: Esse cabelo é seu? Do nada, ele disse, "eu gostaria de fazer um teste". Até hoje não sei por que tive tanta sorte. Eles haviam testado todas as possibilidades para Wendy. Ele decidiu que seria alguém desconhecido. Parece mais um conto de fadas. Não seria bom que o papel fosse dado para alguém que a audiência conhecesse ou que fosse divorciado. Eu consegui o papel. Eles me contrataram. " O estúdio a renomeou como Mary Brian.

## Descoberta

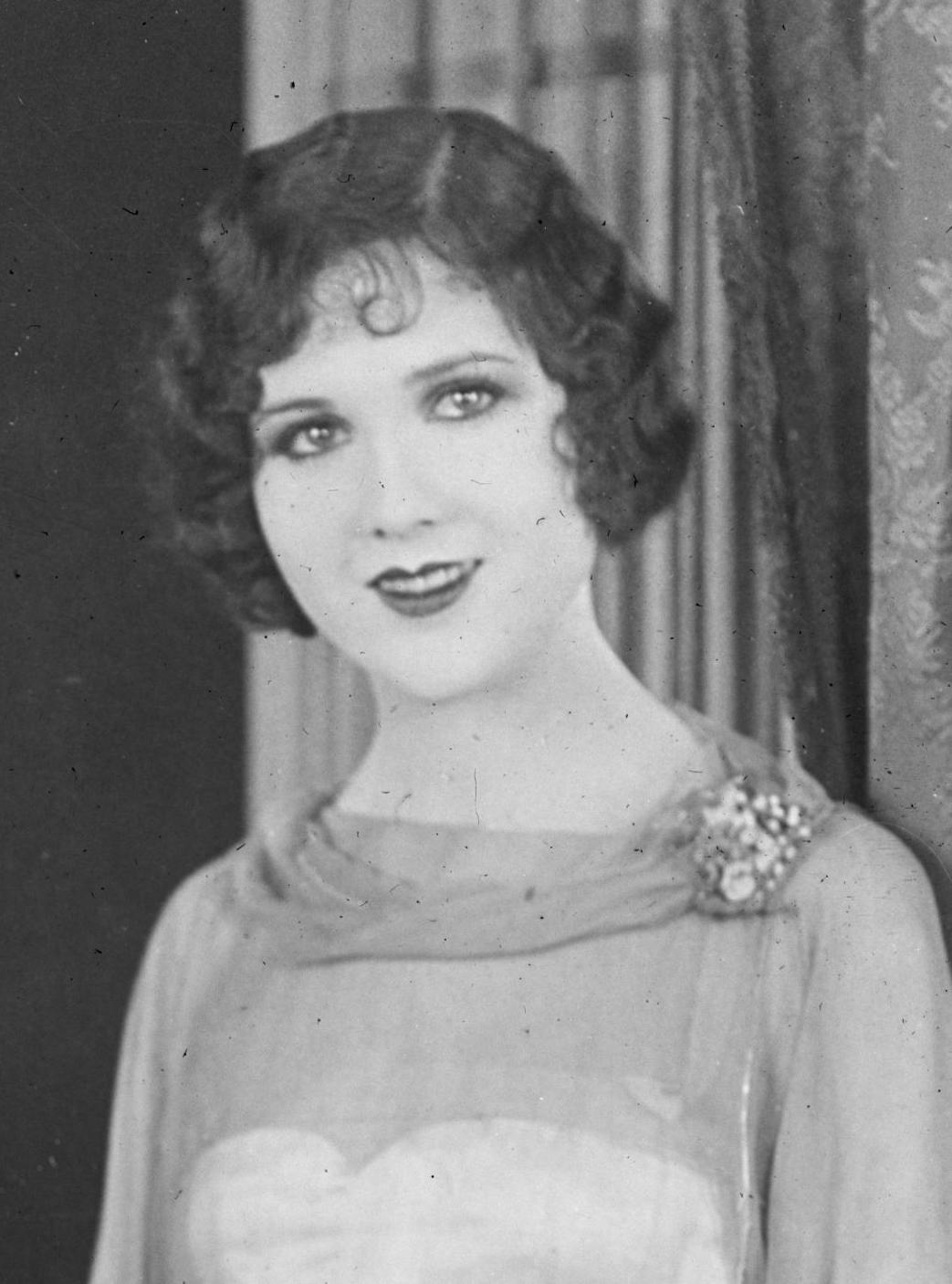
Mary Brian no início dos anos 20

Depois de sua exibição no concurso de beleza, ela foi recebida para um teste na Paramount Pictures e foi escolhida pelo diretor Herbert Brenon para ser Wendy em sua versão cinematográfica de Peter Pan ( 1924 ), de JM Barrie. Lá, ela contracenou com Betty Bronson e Esther Ralston, e os três se tornaram amigos pelo resto de suas vidas. Ralston descreveu Bronson e Brian como "pessoas encantadoras".
O estúdio, criou seu nome artístico para o filme e informou que ela tinha 16 anos, ao invés de 18, que soaria como muito velha para o papel. Em seguida, assinou com ela um contrato de longo prazo. Brian interpretou Fancy Vanhern, filha de Percy Marmont, em The Street of Forgotten Men ( 1925 ), de Brenon, que teve a novata Louise Brooks em papel de estreia sem créditos.

## Ascensão na carreira
Brian foi apelidada de "A garota mais doce do cinema". Emprestada à MGM, ela interpretou Mary Abbott, ao lado de William Haines e Jack Pickford em Brown, de Harvard ( 1926 ). Foi nomeada uma das Estrelas WAMPAS em 1926, junto com Mary Astor, Dolores Costello, Joan Crawford, Dolores del Río, Janet Gaynor e Fay Wray.
Durante seus anos na Paramount, Brian atuou em mais de 40 filmes como protagonista, ou coadjuvante. Trabalhou com Brenon novamente em 1926, quando interpretou Isabel em Beau Geste, de PC Wren, estrelado por Ronald Colman. Nesse mesmo ano, ela fez Behind the Front e Harold Teen. Em 1928, ela interpretou Alice Deane em Forgotten Faces, ao lado de Clive Brook, interpretando seu pai, com Olga Baclanova como sua mãe megera e William Powell como Froggy. Forgotten Faces está preservado na Biblioteca do Congresso.

## Transição bem sucedida para o cinema falado

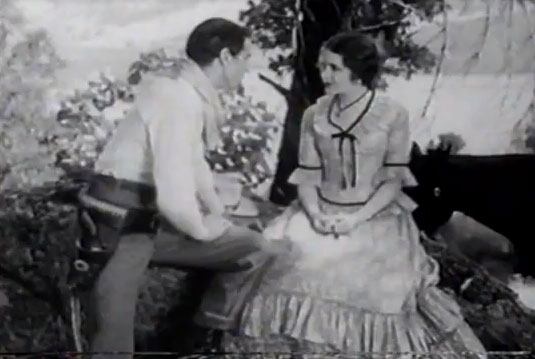
Mary Brian com Gary Cooper em The Virginian (1929)

Seu primeiro filme falado foi "Varsity" ( 1928 ), ao lado de Buddy Rogers. Depois de fazer a transição para o som, ela co-estrelou com Gary Cooper, Walter Huston e Richard Arlen em um dos primeiros westerns falados, "The Virginian" ( 1929 ), seu primeiro longa-metragem. Nele, ela interpretou uma heroína espirituosa da fronteira, a professora Molly Stark Wood, que era o interesse amoroso da Virgínia (Cooper).
Brian co-estrelou vários sucessos durante a década de 1930, incluindo seu papel como Gwen Cavendish na comédia de George Cukor, The Royal Family of Broadway ( 1930 ), com Ina Claire e Fredric March, como ela mesma na revista Paramount on Parade, da Paramount. 1930), como Peggy Grant na comédia de Lewis Milestone, The Front Page ( 1931 ), com Adolphe Menjou e Pat O'Brien. 

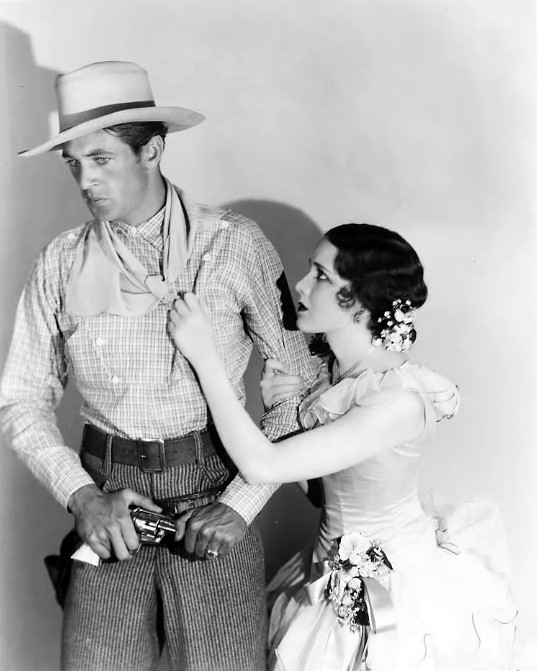
Gary Cooper e Mary Brian - The Virginian, 1929

Depois que seu contrato com a Paramount terminou em 1932, Brian decidiu trabalhar como freelancer, o que era incomum em um período em que eram frequentes os contratos de longo prazo com os estúdios. Nesse mesmo ano, ela apareceu no palco vaudeville no Palace Theatre de Nova York. Também no mesmo ano, ela estrelou "Manhattan Tower".
Outros papéis no cinema incluem Murial Ross, também conhecido como Murial Rossi, em "Shadows of Sing Sing" ( 1933 ), no qual recebeu o prêmio de melhor atriz, Gloria Van Dayham em "College Rhythm" ( 1934 ), Yvette Lamartine em "Charlie Chan em Paris" ( 1935 ), Hope Wolfinger, Filha de WC Fields, em "Man of the Flying Trapeze" ( 1935 ), Sally Barnaby em "Spendthrift" ( 1936 ), ao lado de Henry Fonda, e Doris em Navy Blues ( 1937 ). 

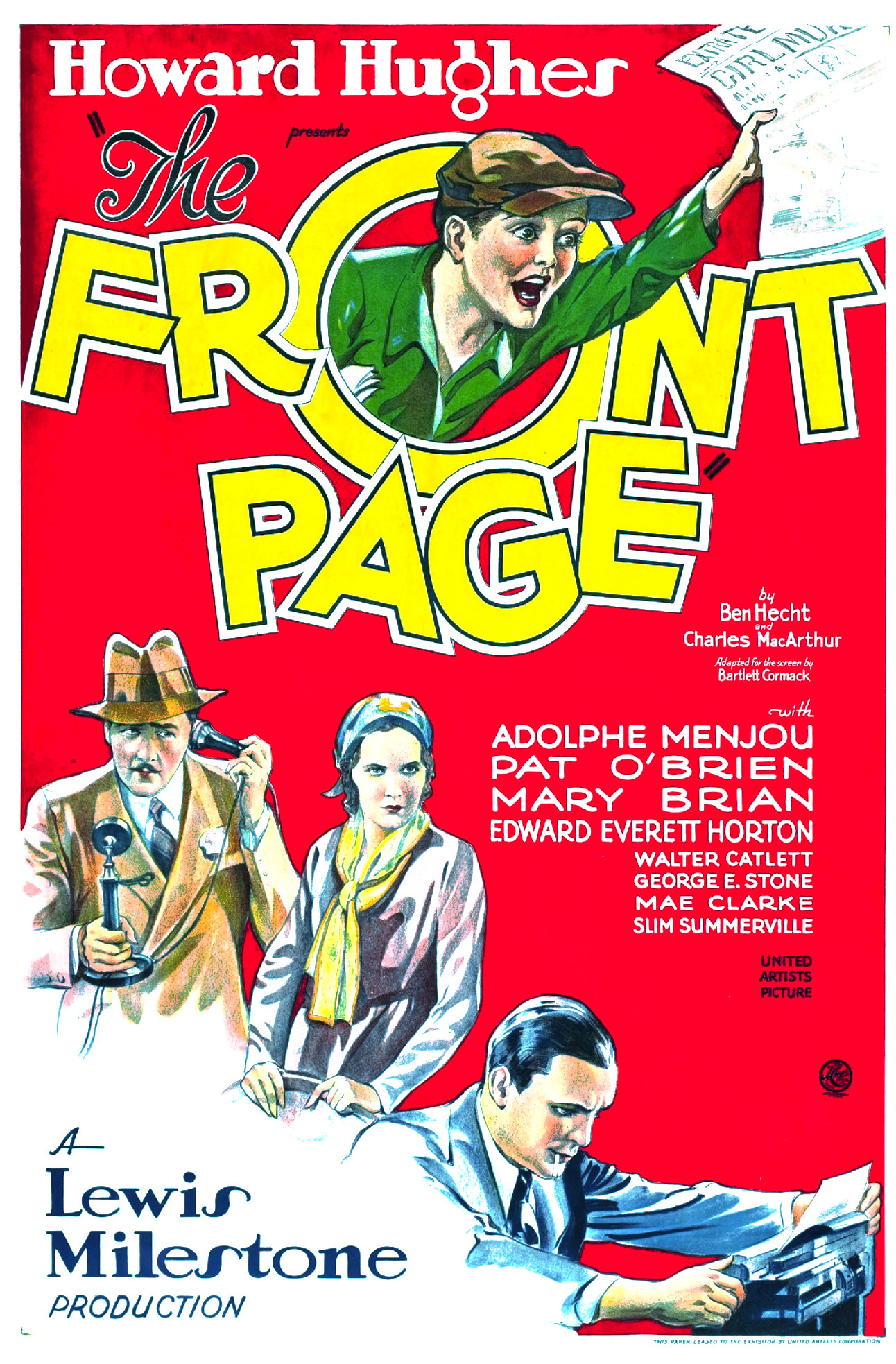
Cartaz de "The Front Page" de 1931

Em 1936, foi para a Inglaterra e atuou em três filmes, incluindo The Amazing Quest of Ernest Bliss, no qual atuou ao lado de Cary Grant, com quem ficou noiva por um tempo.
Seu filme final da década de 1930 foi "Affairs of Cappy Ricks", embora tenha feito o teste sem sucesso para o papel que iria para Janet Gaynor em A Star is Born.

## Carreira posterior
Quando a Segunda Guerra Mundial ocorreu, Brian começou a viajar para entreter as tropas, passando a maior parte dos anos de guerra viajando pelo mundo com a USO, e entretendo militares do Pacífico Sul à Europa, incluindo Itália e Norte da África. Comentando sobre os eventos que ocorreram há mais de cinquenta anos, ela disse em 1996: 
 Eu estava com Charlie Ruggles em Okinawa. E estava na ilha de Tinian quando jogaram a bomba atômica. O coronel Paul Tibbets, que era o piloto e oficial encarregado [de soltar a bomba] levou Charlie e eu no avião no dia seguinte. Então, eu estava no Enola Gay. 

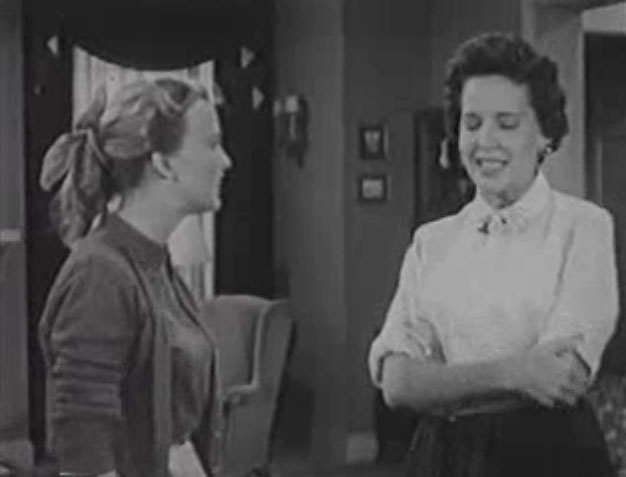
Mary Brian com Ann Baker em Meet Corliss Archer

Ela atuou em apenas alguns filmes depois disso. Sua última apresentação na tela foi em "Dragnet" ( 1947 ), um filme no qual interpretou Anne Hogan, ao lado de Henry Wilcoxon. Ao longo de 22 anos, Brian atuou em mais de 79 filmes.
Ela interpretou a comédia de teatro Mary Had a Little..., em 1951, em Melbourne, na Austrália, co-estrelando com John Hubbard.
Como muitas atrizes "mais velhas", durante os anos 50, Brian desenvolveu carreira na televisão. Talvez seu papel mais notável tenha sido o papel da mãe da personagem-título em "Meet Corliss Archer" em 1954..
Também dedicou seu tempo à pintura de retratos após os anos de atuação.

## Vida pessoal

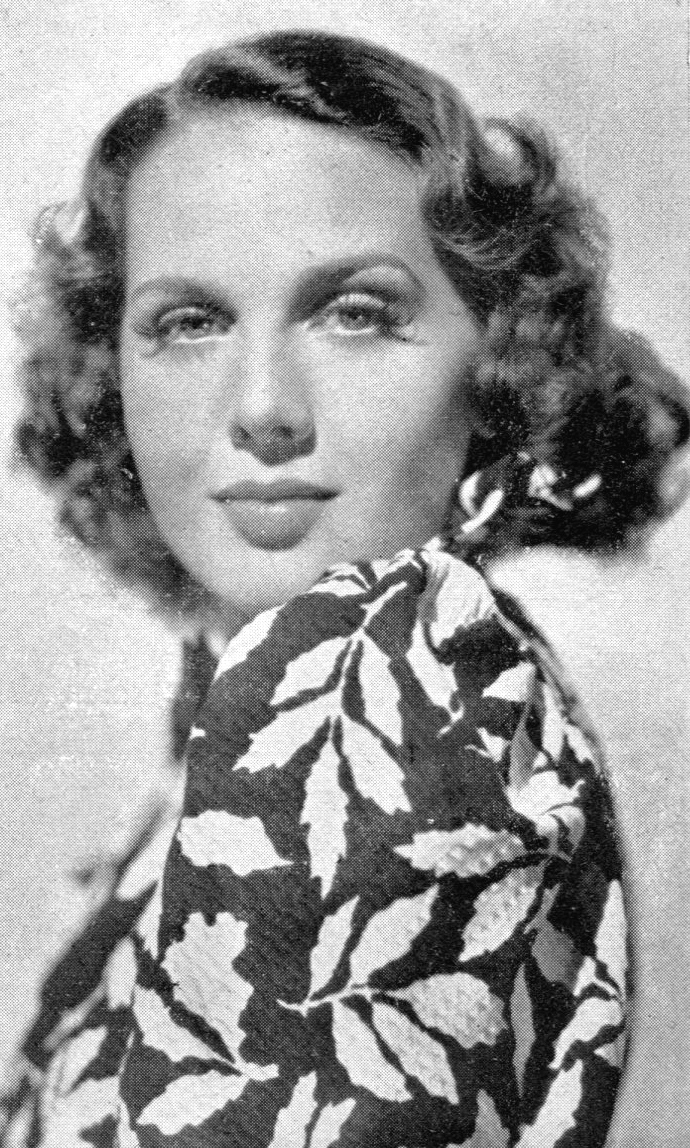
Mary Brian em 1936

Embora tenha ficado noiva várias vezes e ligada romanticamente a vários homens de Hollywood, incluindo Cary Grant e o ator de cinema mudo Jack Pickford, Brian teve apenas dois maridos: o ilustrador de revistas Jon Whitcomb (por seis semanas, a partir de 4 de maio de 1941) e o editor de filmes George Tomasini (de 1947 até sua morte em 1964). Depois de se aposentar das telas, ela se dedicou à carreira do marido; Tomasini trabalhou como editor de filmes para Hitchcock nos clássicos Rear Window ( 1954 ) e Psycho ( 1960 ).
Brian morreu de causas naturais em 30 de dezembro de 2002 em um lar de idosos em Del Mar, Califórnia, aos 96 anos. Está enterrada na Seção do Amor Eterno, Lote 4134, Espaço 2, Forest Lawn - Cemitério de Hollywood Hills, Los Angeles, com vista para Burbank.

## Legado
Em 1960, Brian foi homenageada com uma estrela na Calçada da Fama de Hollywood localizada na 1559 Vine Street.

## Filmografia selecionada
- Peter Pan - 1924
- The Little French Girl - 1925
- The Air Mail - 1925
- The Street of Forgotten Men - 1925
- A Regular Fellow - 1925
- The Enchanted Hill - 1926
- Behind the Front - 1926
- Paris at Midnight - 1926
- Brown of Harvard - 1926
- More Pay - Less Work - 1926
- Beau Geste - 1926
- Prince of Tempters - 1926
- Battling Butter - 1926
- Stepping Along - 1926
- Her Father Said No - 1927
- High Hat - 1927
- Knockout Reilly - 1927
- Running Wild - 1927
- Man Power - 1927
- Shangai Bound - 1927
- Two Flaming Youths - 1927
- Under the Tonto Rim - 1928
- Partners in Crime - 1928
- Harold Teen - 1928
- The Big Killing - 1928
- Forgotten Faces - 1928
- Varsity - 1928
- Someone to Love - 1928
- Black Waters - 1929
- The Man I Love - 1929
- River of Romance - 1929
- The Virginian - 1929
- The Marriage Playground - 1929
- The Canary Murder Case - 1929
- The Kibitzer - 1930
- Burning Up - 1930
- Only the Brave - 1930
- The Light of Western Stars - 1930
- Galas de la Paramount - 1930
- The Social Lion - 1930
- Only Saps Work - 1930
- The Royal Family of Broadway - 1930
- Captain Applejack - 1931
- The Front Page - 1931
- Gun Smoke - 1931
- The Homicide Squad - 1931
- The Runaround - 1931
- Hollywood Halfbacks - 1931
- It´s Tough to Be Famous - 1932
- Blessed Event - 1932
- The Unwitten Law - 1932
- Manhattan Tower - 1932
- Hard to Handle - 1933
- Girl Missing - 1933
- The World Gone Mad - 1933
- Song of the Eagle - 1933
- Moonlight and Pretzels - 1933
- One Year Later - 1933
- Fog - 1933
- Shadows of Sing Sing - 1933
- Ever Since Eve - 1934
- Private Scandal - 1934
- Monte Carlo Nights - 1934
- College Rhythm - 1934
- Charlie Chan in Paris - 1935
- Man on the Flying Trapeze - 1935
- Once in a Million - 1936
- Two´s Company - 1936
- Spendthrift - 1936
- The Amazing Quest of Ernest Bliss - 1936
- Three Married Men - 1936
- Killer at Large - 1936
- Navy Blues - 1937
- Affairs of Cappy Ricks - 1937
- Calaboose - 1943
- I Escaped from the Gestapo - 1943
- Danger! Women at Work - 1943
- The Captain from Kopenick - 1945
- Dragnet - 1947